# Fimbristylis glaucophylla
Fimbristylis glaucophylla là loài thực vật có hoa trong họ Cói. Loài này được (Boeckeler) Beetle mô tả khoa học đầu tiên năm 1949.